# Pseudosyrichthus gerstaeckeri
Pseudosyrichthus gerstaeckeri är en skalbaggsart som beskrevs av Heinrich Bernward Prell 1934. Pseudosyrichthus gerstaeckeri ingår i släktet Pseudosyrichthus och familjen Dynastidae. Inga underarter finns listade i Catalogue of Life.